# ستيفان تشافور
ستيفان تشافور (بالإسبانية: Stefan Čavor)‏ مواليد 3 نوفمبر 1994 في الجبل الأسود، هو لاعب كرة يد مونتينيغري يلعب كظهير أيمن. يلعب حاليا مع نادي فتسلار لكرة اليد ويحمل الرقم 77. مثل منتخب الجبل الأسود لكرة اليد.

## سجل المنافسة
شارك في البطولات التالية:
- بطولة أوروبا لكرة اليد للرجال 2016

## روابط خارجية
- ستيفان تشافور على موقع الاتحاد الأوروبي لكرة اليد (الإنجليزية)